# Planken
Planken (Dialekt: Planka) ist eine Gemeinde im Oberland des Fürstentums Liechtenstein. Planken verfügt über vier Exklaven und zwei Enklaven. Mit rund 400 Bewohnern ist sie einwohnermässig die kleinste Gemeinde im Fürstentum. Bekannt geworden ist Planken durch die Ski-Olympiasiegerin Hanni Wenzel.

## Geographie
| Wes |

| Riet-Äscher |

| Plankner Neugrütt |

| Plankner Garselli |

| Planken |

Die Gemeinde Planken liegt am westlichen Abhang des Dreischwesternmassivs. Der Dorfkern befindet sich auf einer Bergterrasse auf 786 m ü. M. über der Rheinebene nordöstlich von Schaan. Zum Gemeindegebiet gehören auch das Hochplateau Oberplanken sowie mehrere Alpen und Exklaven. Planken grenzt im Süden und Westen an Schaan, im Norden an die Gampriner Exklave Nendler Berg, die Vaduzer Exklave Dachsegg und Eschen sowie im Osten an die österreichische Gemeinde Frastanz.
Die Exklave Plankner Garselli ist eine ehemalige Alp im Saminatal. Beim Plankner Neugrütt handelt es sich um einen steilen Wald oberhalb von Planken, der nur durch einen rund 20 Meter breiten Streifen vom übrigen Gemeindegebiet abgetrennt ist. Diese Exklave ist auf drei Seiten von der gleichnamigen Schaaner Exklave umgeben.  Die beiden anderen Exklaven befinden sich in der Talebene: Wes ist eine kleine, von Schaaner Gemeindegebiet und Wald umgebene Wiese; Riet-Äscher eine im Schaaner Riet gelegene Riedwiese.
Planken hat zwei bewaldete Enklaven. Rüttistein gehört zur Gemeinde Vaduz, Brunnenegg zu Schaan.

### Alpen

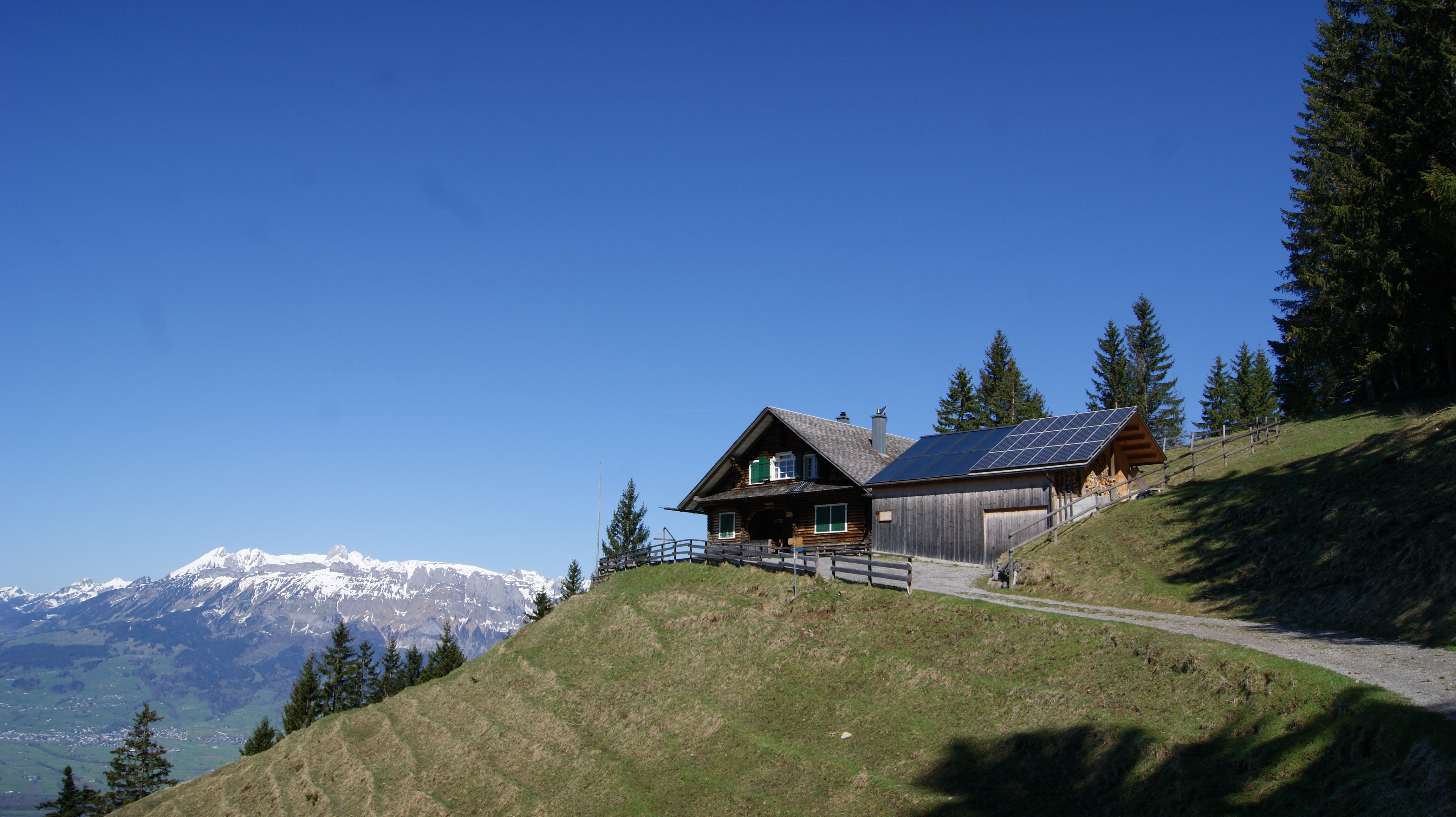
Gafadurahütte, im Hintergrund Säntis und Altmann

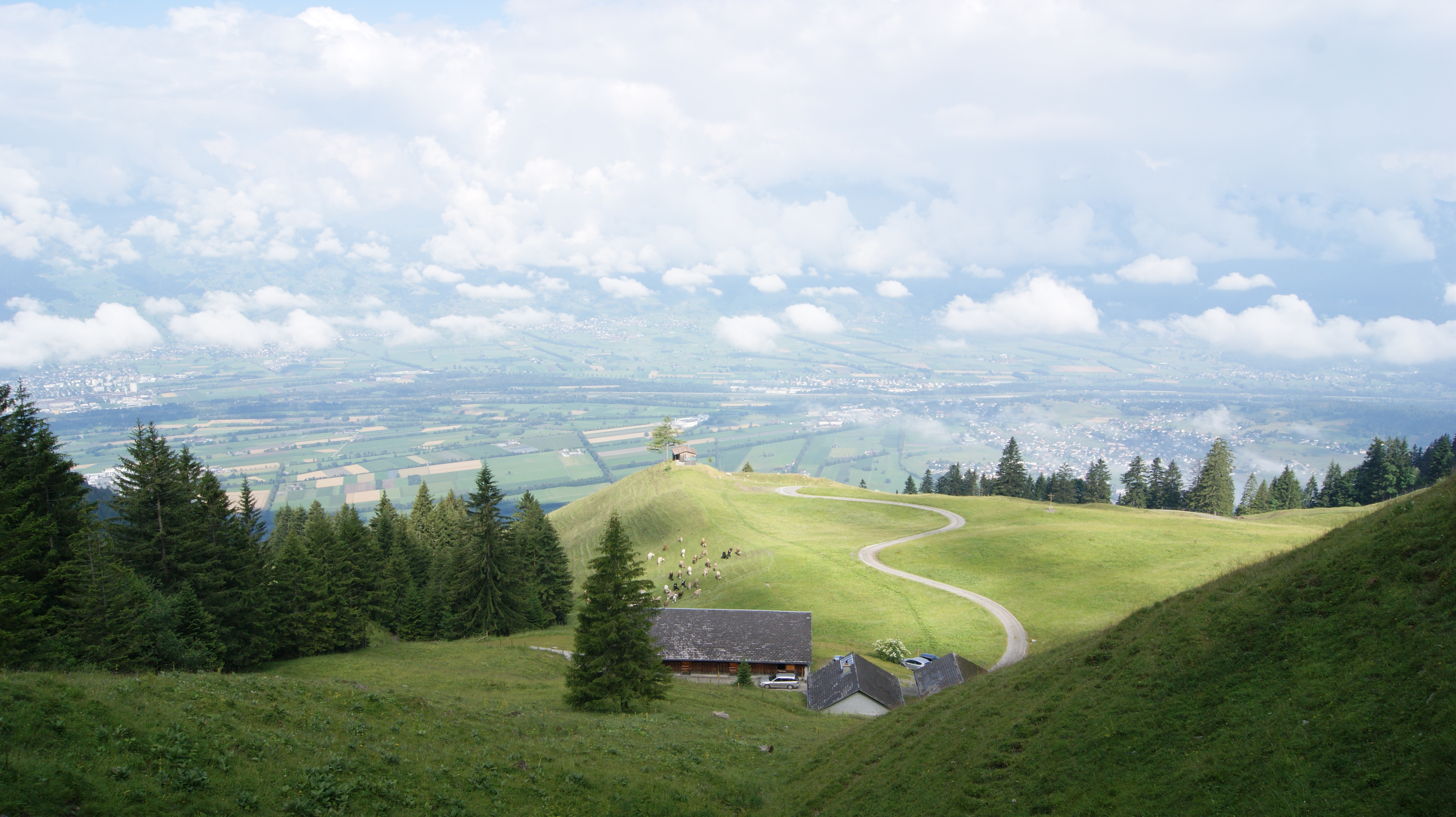
Blick auf die Alp Gafadura, im Hintergrund die Ebene des Rheintals

- Die Alp Gafadura[5] am Westabhang des Dreischwesternmassivs wurde vermutlich wie Saroja nach 1300 von Triesenberg her durch Walser besiedelt und bis zur Mitte des 15. Jahrhunderts bewohnt. 1579 übertrugen die Besitzer von Gafadura, Gaflonen (heute Alpzinka) und Garselli ihre Alprechte an die Gemeinde Planken, wodurch aus der Genossenschafts- eine Gemeindealp wurde. Die Alp wurde jedoch weiterhin von Einzelsennen bewirtschaftet, erst 1875 wurde eine Gemeinschaftssennerei eingeführt und ein Gemeinschaftsstall erbaut. Um 1945/50 wurde die Sennerei eingestellt, seit den 1960er-Jahren wird vorwiegend Galtvieh gesömmert. Daneben spielt seit jeher die Forstwirtschaft eine Rolle. Die Gafadurahütte wurde 1926 als fürstliches Jagdhaus erbaut und 1968 vom Liechtensteiner Alpenverein übernommen.[6]

- Alpzinka ist 1428 erstmals erwähnt und blieb wahrscheinlich bis in die Mitte des 15. Jahrhunderts besiedelt. Seither wird der heute zur Alp Gafadura gehörende Wald- und Weidehang alpwirtschaftlich genutzt.[7]

- Rütti, früher auch als «Maiasäss» bezeichnet, dient als Maiensäss für Gafadura.[8]

- Das Plankner Garselli liegt an der Westseite des unteren Saminatals. Die Nutzung der steilen, stark verrüfneten und sehr trockenen Alp war bereits im frühen 19. Jahrhundert wenig intensiv und beschränkte sich auf Galtvieh. Sie endete zwischen 1880 und 1890. Seit 2000 ist das Plankner Garselli Teil des Waldreservats Garselli/Zigerberg.[9]

| Alp                 | Herkunft des Namens                       | Eigentümerin     | Fläche insgesamt | Weidefläche | Alpgebäude               | Quelle       |
| ------------------- | ----------------------------------------- | ---------------- | ---------------- | ----------- | ------------------------ | ------------ |
| Gafadura ⊙          | alträt.rom. cavradüra (Rodung)            | Gemeinde Planken | 90 ha            | 24 ha       | 1410 m ü. M.             | [ 6 ]        |
| Alpzinka ⊙          | spitz auslaufender Teil der Alp           | Gemeinde Planken | 90 ha            | 24 ha       | 1625 m ü. M.             | [ 7 ] [ 10 ] |
| Rütti ⊙             | Erwähnung 1607 als Reiti (Rodung)         | Gemeinde Planken | 22 ha            | 22 ha       | 997 m ü. M.              | [ 8 ]        |
| Plankner Garselli ⊙ | alträt.rom. clusella (kleine Talenge) (?) | Gemeinde Planken | 187 ha           | –           | 1311 m ü. M., abgegangen | [ 9 ]        |

## Geschichte

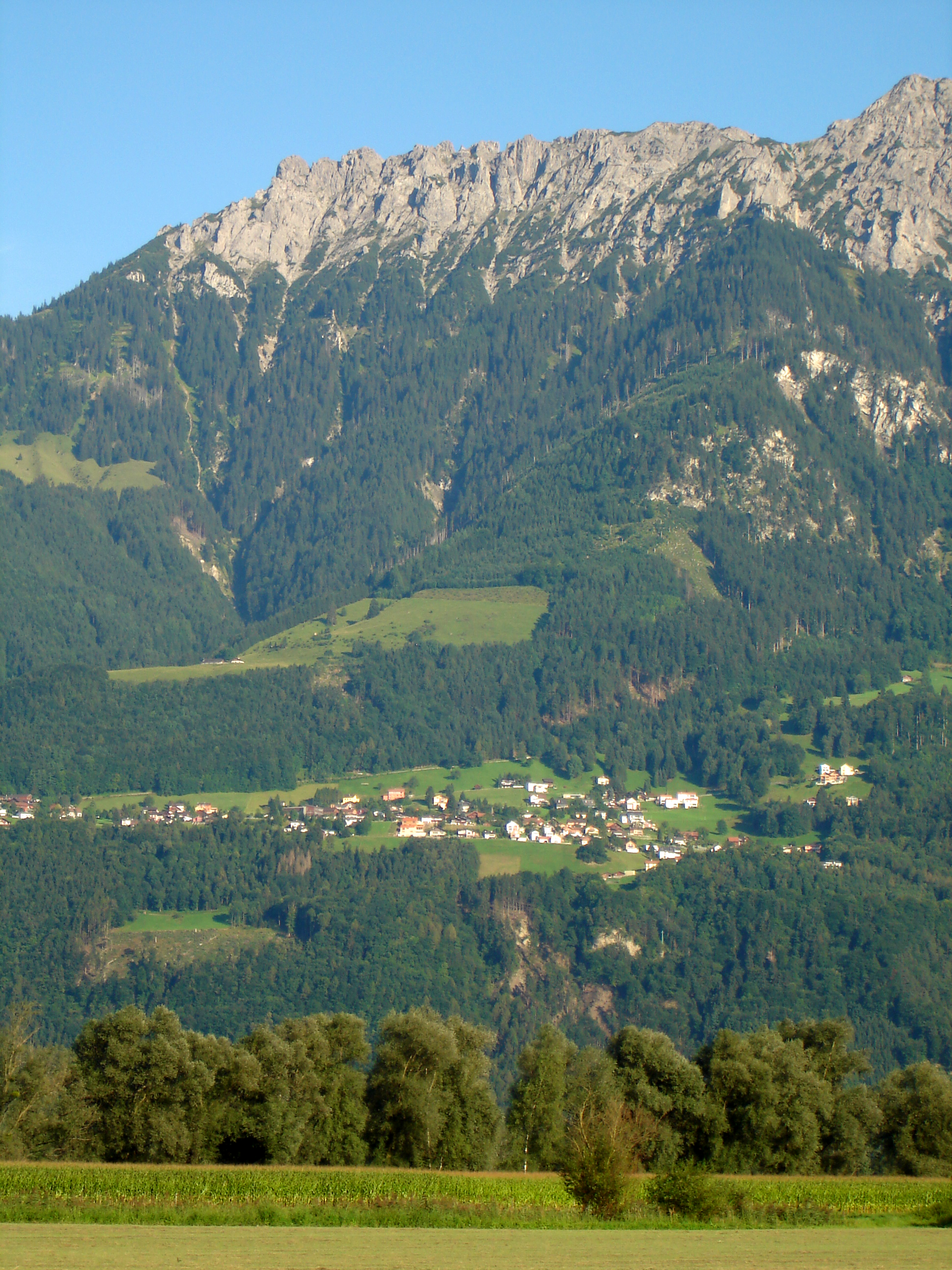
Blick auf Planken

Der Dorfname Planken wird vom romanischen Wort plaunca abgeleitet, das mit Halde übersetzt wird. Die romanische Bevölkerung aus Schaan und Vaduz hatte das Gebiet des heutigen Dorfes nämlich schon gerodet, bevor vermutlich gegen Ende des 13. Jahrhunderts die Walser dort einwanderten und ihrerseits weitere Flächen an den oberen Berghängen rodeten. Die erste urkundliche Erwähnung Plankens ist auf das Jahr 1361 dokumentiert. Zwei grosse Kriegsplünderungen erlitt das Dorf:  1499, als die Eidgenossen über Planken nach Frastanz marschierten, und 1799 durch die Franzosen, nachdem diese die in Planken quartierenden kaiserlichen Truppen vertrieben hatten.
1868 wurde Planken an das Strassennetz angeschlossen, so dass nun auch grosse Fuhrwerke ins Dorf konnten und es nicht mehr nur über Trampelpfade erreichbar war. Nach einem Grossbrand 1869 erfolgte eine starke Abwanderung. So zählte das Dorf 1901 nur noch 56 Einwohner. Die Grundzusammenlegung 1961–1981 und eine verbesserte Infrastruktur besserten die Lage Plankens dann wieder.
| Jahr      | 2000 | 2005 | 2010 | 2015 | 2019 |
| Einwohner | 126  | 140  | 170  | 181  | 196  |

## Wappen
Der Schild ist schräglinks in Weiss und Grün geteilt. Vorn ein sechszackiger goldener Stern.

## Politik
Gemeindevorsteher ist seit 2007 Rainer Beck (VU). Bei der Gemeindewahl am 5. März 2023 erhielt er 58,2 % der gültigen Stimmen.
Es herrscht folgende Mandatsverteilung seit der Gemeindewahl am 5. März 2023:
- Fortschrittliche Bürgerpartei (FBP): vier Sitze (± 0)
- Vaterländische Union (VU): drei Sitze (+ 1), einschliesslich Gemeindevorsteher

## Sehenswürdigkeiten

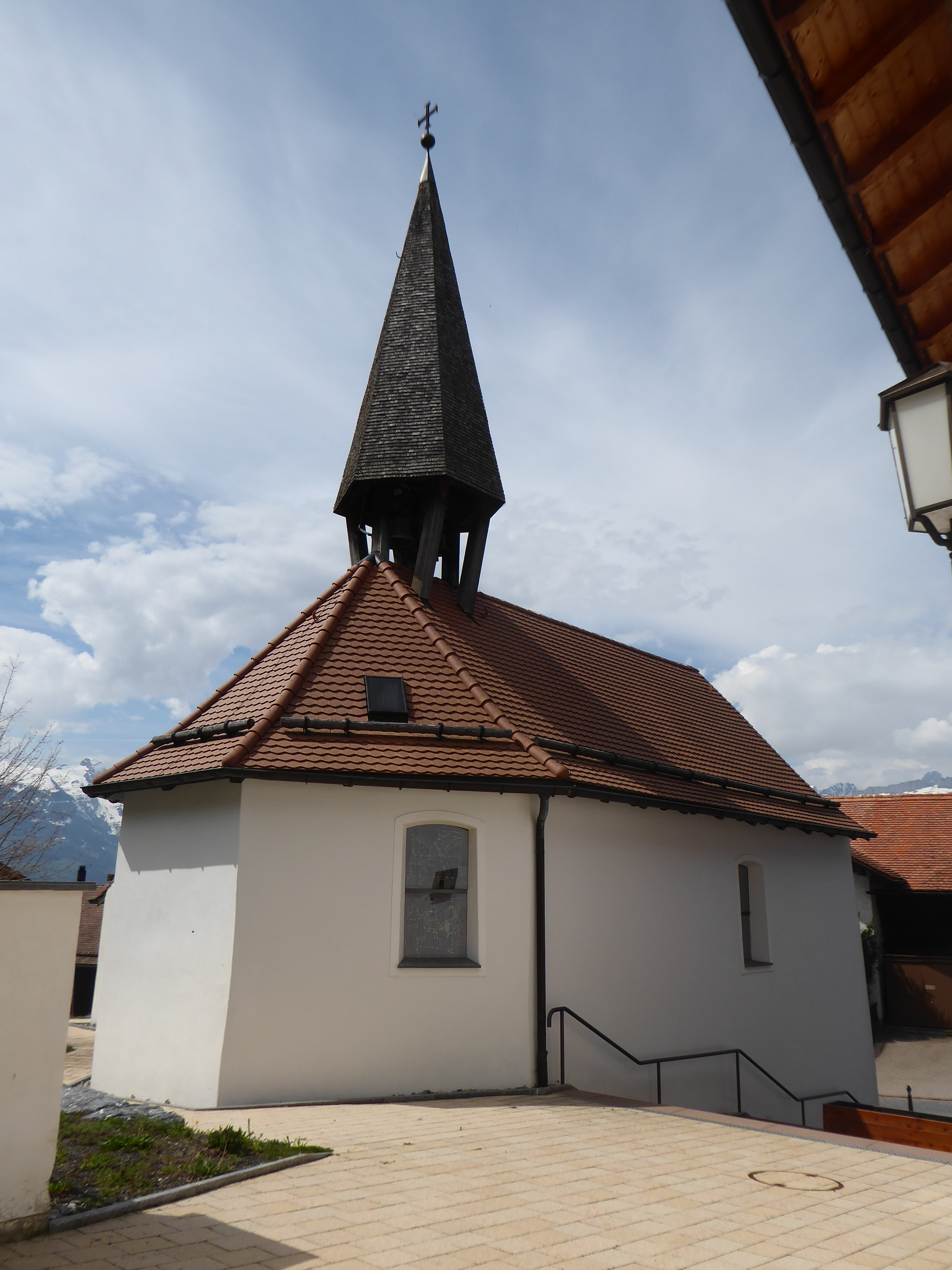
Kapelle St. Josef

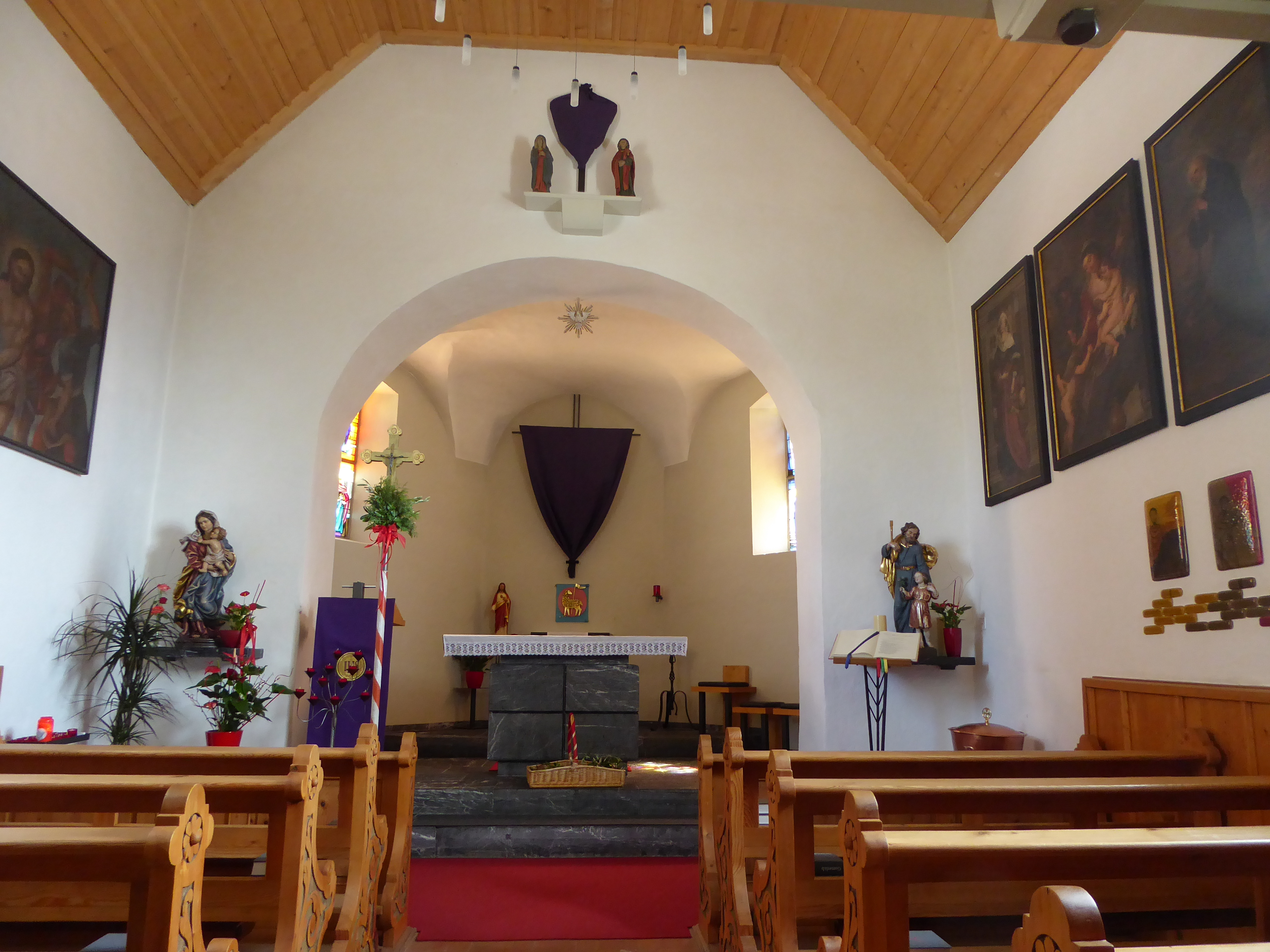
Innenraum der Kapelle

Planken gehört kirchlich gesehen zur Pfarrei Schaan, besitzt mit der Kapelle St. Josef aber ein eigenes Gotteshaus. Die Kapelle wurde wahrscheinlich im Jahr 1767 errichtet und im Jahr 1861 durch einen Turm ergänzt. 1929 stiftete Fürst Franz I. der Kirche drei neubarocke Altäre. Schliesslich wurden im Jahr 1955 Umbauarbeiten durchgeführt, sodass die Kapelle zu dieser Zeit ihr endgültiges Aussehen erhielt. Im Zuge dieser Arbeiten wurde u. a. der im Jahr 1861 errichtete Turm durch einen sechseckigen hölzernen Dachreiter ersetzt. In ihm hängt eine alte Glocke aus dem Jahr 1724.

## Persönlichkeiten
- Gustav Jehle (1908–1991), Landwirt und Politiker
- Tina Weirather (* 1989), Skirennläuferin

## Bilder

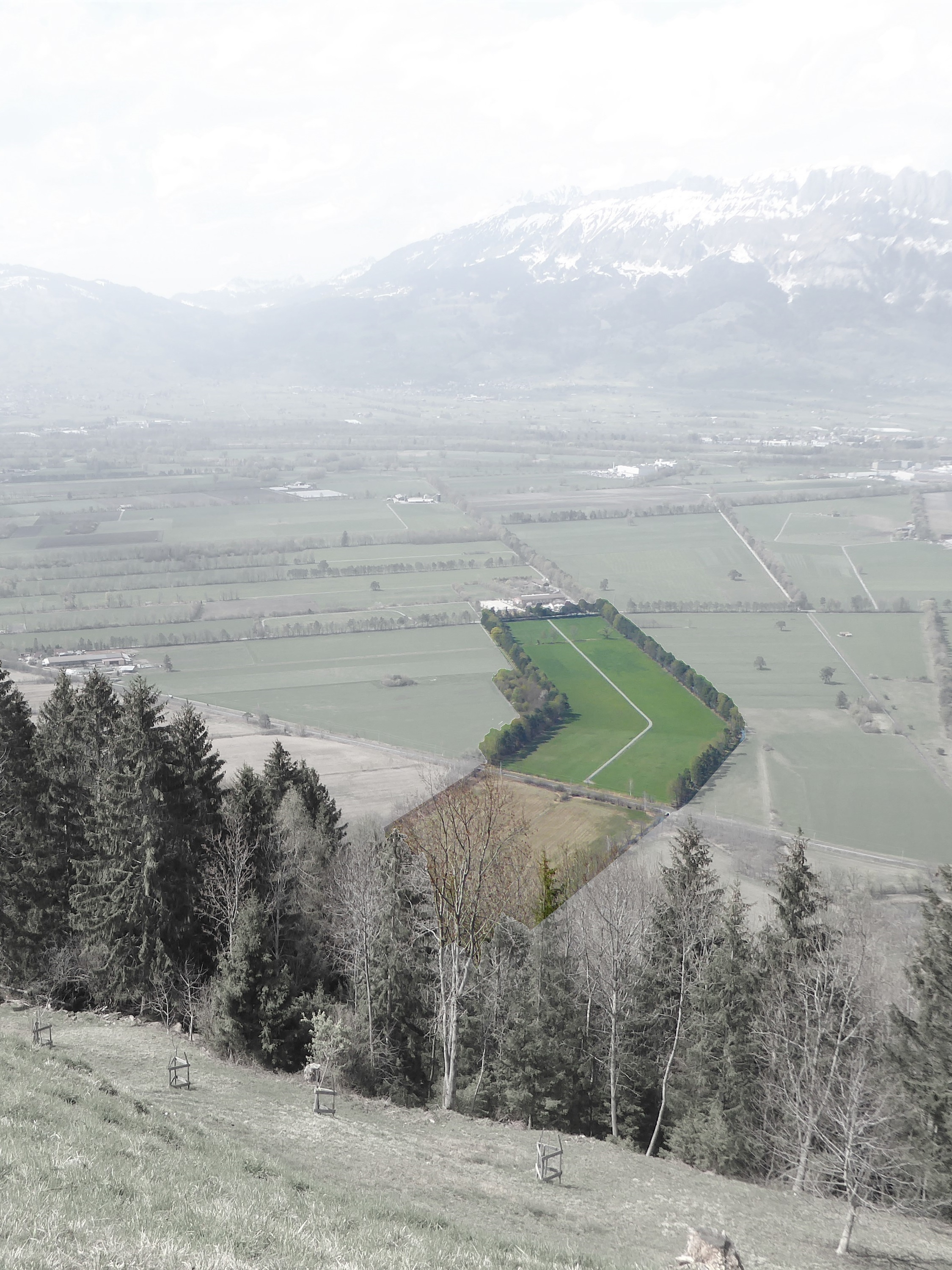
Exklave Riet-Äscher in der Rheintalebene

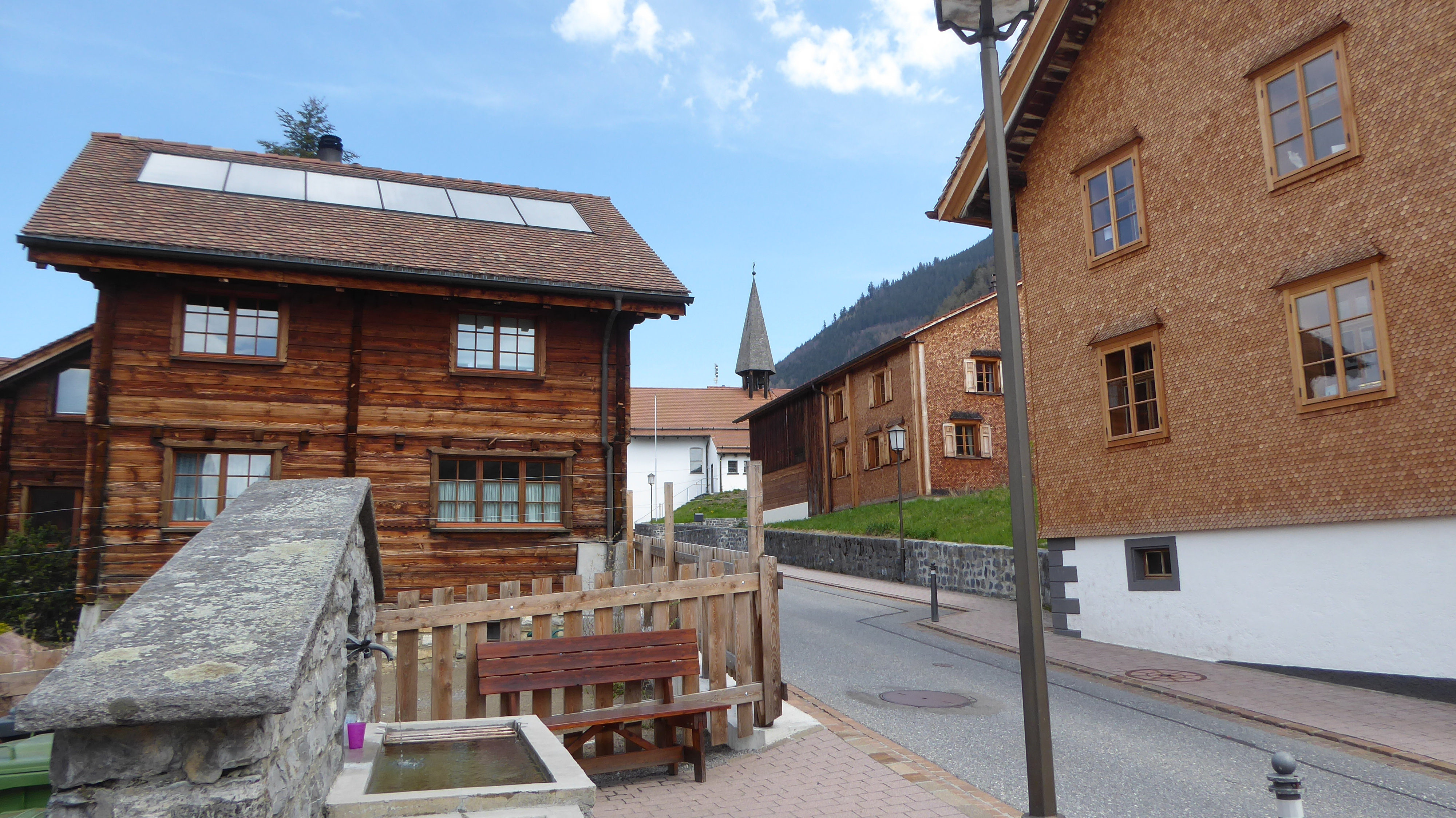
Dorfstrasse beim Dorfeingang
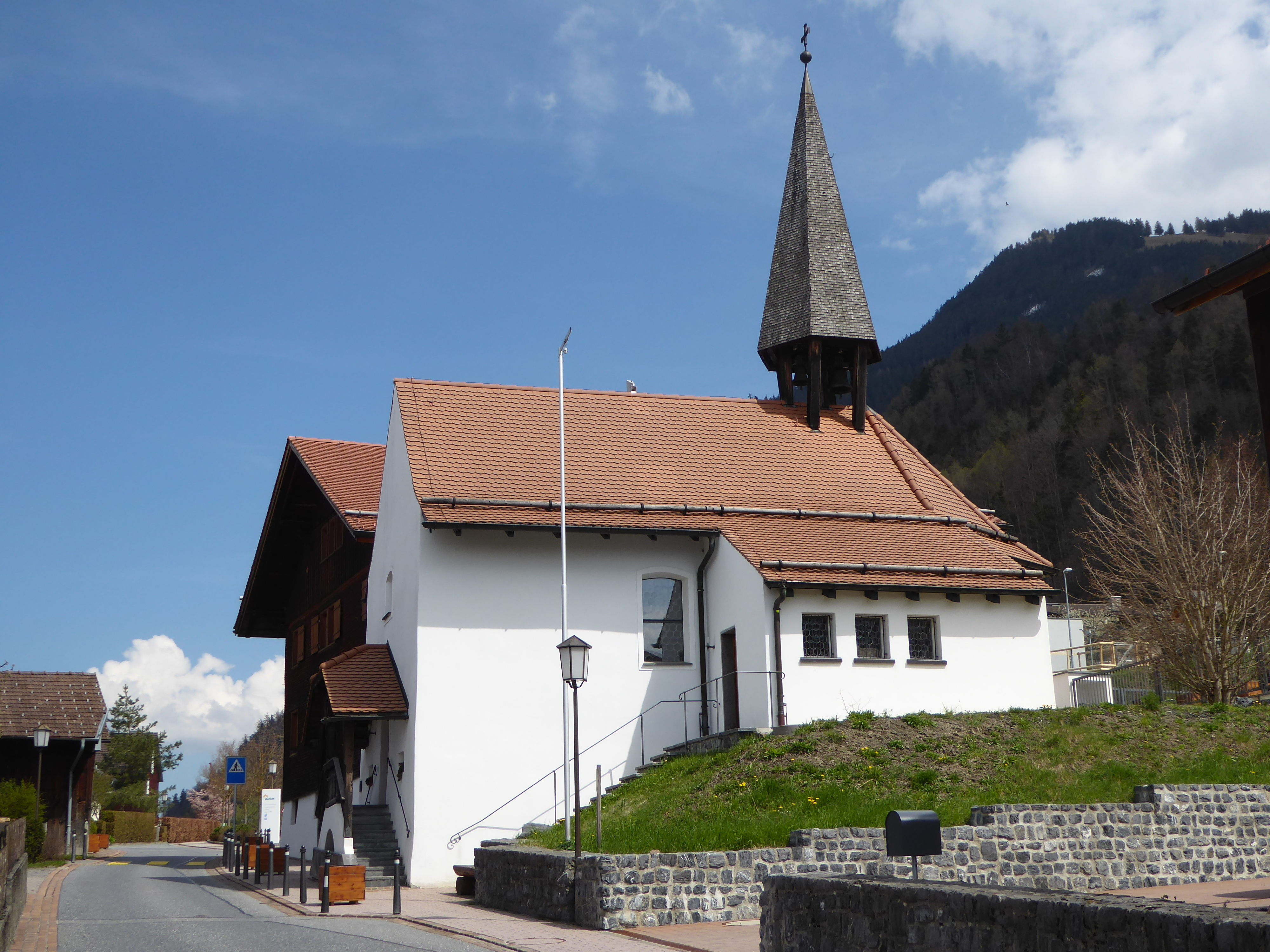
Kapelle St. Josef
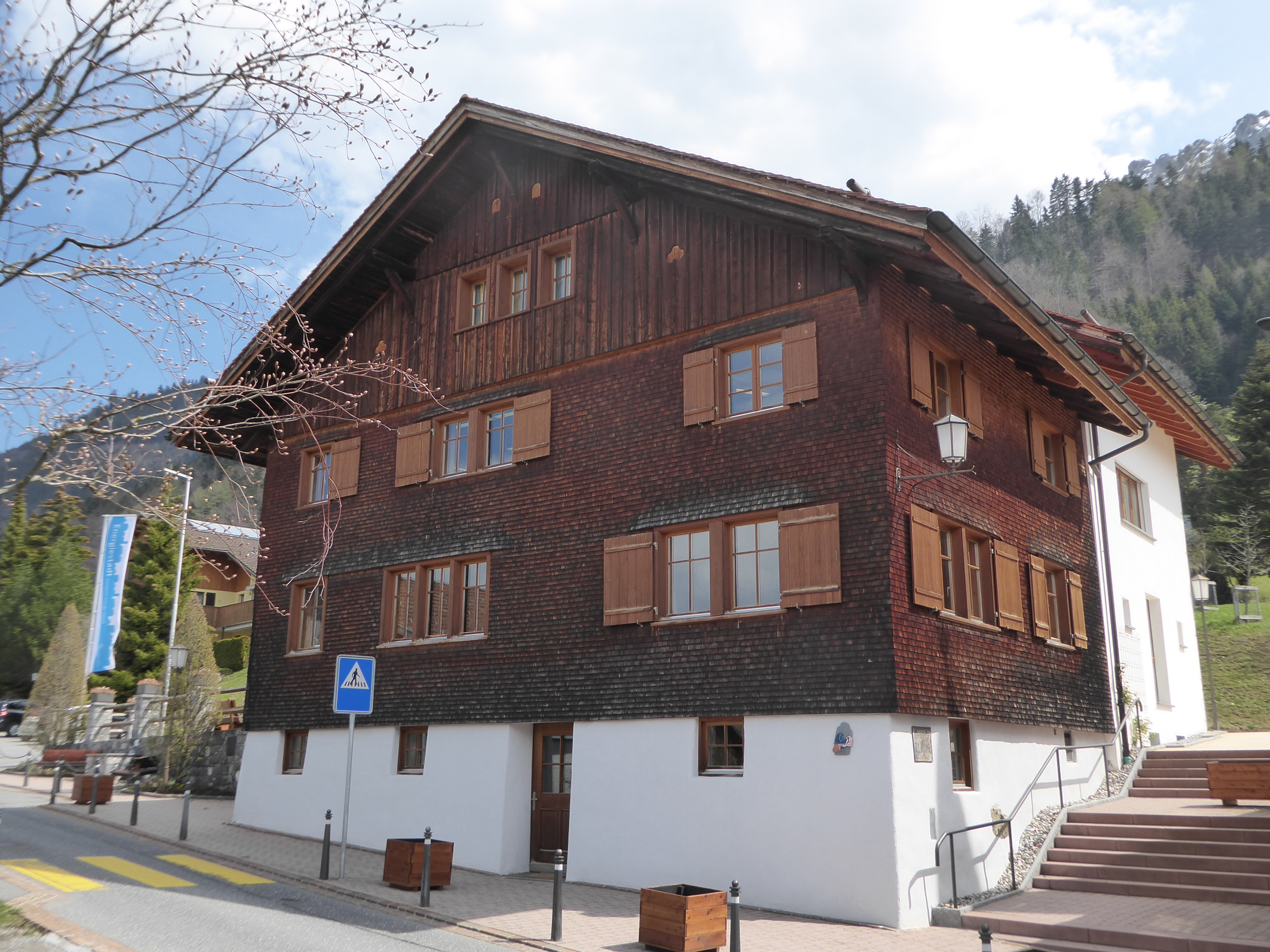
Seit 1991 befindet sich die Gemeindeverwaltung im Dreischwesternhaus.